# Knud Thott
Knud Ottesen Thott, född den 21 december 1639 på Näs i Skåne, död den 18 april 1702 i Köpenhamn, var en skånsk godsägare, svensk adelsman och dansk statsman som levde sitt liv mellan Danmark och Sverige. Han var son till Otte Thott till Næs och Jytte Gyldenstjerne.

## Biografi
Då Knud Thotts mor dog 1640 fick han åka till sin farfar Tage Thott och blev där tills han 1654 skickades till internatskolan Sorø. Han fortsatte sedan sina studier vid Köpenhamns universitet, men fick avbryta studierna när kriget mot svenskarna bröt ut. År 1658 beslöt sig Knud Thott för att fortsätta sina studier utomlands och reste till Heidelberg med Köpenhamns framtida borgmästare Jørgen Fogh som betjänt. Thott förblev där fram till 1661 då hans halvsyster Jytte Thott till Tosterup gifte sig med hans gode vän Jørgen Krabbe till Krogholm (nuvarande Krageholm). Dessutom passade Knud Thott och Jørgen Krabbe på att båda avlägga trohetsed till den svenske kungen. Thott förlovade sig också med Sophie Brahe (född den 20 november 1648) som var dotter till Steen Brahe till Knudstrup (nuvarande Knutstorp). Därefter reste han åter ut i Europa med Fogh och besökte Nederländerna, England, Frankrike – med ett uppehåll i Paris på ett och ett halvt år –, samt Schweiz, Tyskland och sedan tillbaka till Nederländerna varifrån han seglade hem till Danmark dit han anlände i september 1664.
Som ägare till fädernesgården Næs samt Barsebæk gaard (nuvarande Barsebäcks slott) var han fast knuten till Skåne och reste tillsammans med Jørgen Krabbe upp till Stockholm och lät sig introduceras på svenska riddarhuset år 1664. Både han och Krabbe deltog aktivt i den svenska politiken och talade för sin sak på Riddarhuset vid åtskilliga tillfällen under åren fram till det skånska kriget.
Den 8 oktober 1665 gifte han och Sophie Brahe sig i Odense och därmed blev Knud Thott också herre till Knudstrup. Paret fick flera döttrar, men Sophie Brahe avled den 3 april 1671.
Vid det skånska krigets utbrott 1676 beordrades samtliga skånska adelsfamiljer att bege sig till den svenska enklaven i Malmö, men ingen av dem lydde ordern. De uppgav sig vara alltför rädda för snapphanarna för att våga ge sig iväg. Då uppmanades de istället att bege sig till ett uppsamlingsläger i Vimmerby i Småland. Protesterna mot detta beslut var stora och bröderna Thott och Krabbe vädjade till de svenska myndigheterna. I slutet av sommaren 1677 reste Knud Thotts halvbröder, Holger och Tage, i sällskap av Krabbe till det danska härlägret och bad danske kungen om hjälp att lämna Skåne. Knud Thott begav sig vid okänd tidpunkt över till Köpenhamn för att förhandla  och beordrades snart på kunglig order att bli kvar där. I september 1677  arresterades Jørgen Krabbe av svenskarna och avrättades den 16 januari 1678 för högförräderi och samröre med snapphanarna. Knud Thotts halvbröder, Holger och Tage, blev hämtade från sina gårdar av dansk militär och fördes under äventyrliga omständigheter till säkerhet i den danska enklaven i Landscrone (Landskrona). Bröderna hävdade inför de svenska myndigheterna att de bortförts mot sin vilja och kunde därför ansöka om pardon efter kriget. De tre bröderna blev alla avrättade in effigie (i dockform) för högförräderi på Malmö Stortorg och blev fråndömda ära, liv och gods. Valet av fädernesland tedde sig då lättare för Knud Thott och 1678 utnämndes han till amtman i Landscrone (Landskrona) amt. Vid tillfället hade de tidigare skånska länen ersatts av den nya danska amtindelningen. Under resten av det skånska kriget arbetade Knud Thott intensivt för att åtminstone en del av Skåne skulle förbli danskt. Efter krigsslutet återfick han sina skånska egendomar om än de var delvis ödelagda. Eftersom han själv inte kunde återvända gjorde han sig av med huvuddelen av dem: Næs bytte han 1681 mot Gavnø och Barsebæk såldes. Knudstrup behöll han dock och det såldes av hans arvingar 1704. Under några år ägde han Saltö.
Efter sin första hustrus död gifte sig Knud Thott år 1682 med Birgitte Skeel, grevinnan Parsberg. Efter hennes död gifte han sig 1701 med friherrinnan Ursula Marie Putbus (Podebusk) till Hagested.  
Som dansk undersåte gjorde Knud Thott snabbt en lysande karriär, 1680 utnämndes han till kommersråd och etatsråd och var samma år med i den kommission som skulle revidera krongodsräkenskaperna från Fredrik III:s tid. År 1682 fick han gehejmerådstitel, vilket betydde att han blev med i statsrådet och ansågs som en av kungens närmste män. 1683 blev han deputerad i generalkommissariatet för Landetaten och Søetaten (flottan och landvärnet). 1684 blev han medlem av dannebrogorden, Danmarks högsta utmärkelse. År 1699 blev han ordförande för krigskommissariatet, 1700 deputerad för finansdepartementet och medlem av Gehejmekonseillet, kungens närmsta råd, och samma år blev han också medlem av regeringen i kungens frånvaro och år 1700 förste deputerade för finansdepartementet. Mellan 1690 och 1701 var Knud Thott ständig medlem av olika kungliga kommissioner. Ett av hans främsta mål var att motverka korruption samt att få igenom ett nytt försök att återförena Skånelandskapen med Danmark. Samtidigt ledde han en progressiv jordbrukspolitik och drev sina egna gods med stor framgång, bland annat genom att införa en del av de nya jordbruksmetoder han lärt sig av svenskarna.